# Monochamus homoeus
Monochamus homoeus är en skalbaggsart som beskrevs av Jordan 1903. Monochamus homoeus ingår i släktet Monochamus och familjen långhorningar.
Artens utbredningsområde är:
- Gabon.
- Rwanda.

Inga underarter finns listade i Catalogue of Life.